# Пин Оук Ејкерс (Оклахома)
Пин Оук Ејкерс (енгл. Pin Oak Acres) насељено је место без административног статуса у америчкој савезној држави Оклахома.

## Демографија
По попису из 2010. године број становника је 421, што је 6 (-1,4%) становника мање него 2000. године.
| Група             | 2000.       | 2010.       |
| Белци             | 327 (76,6%) | 314 (74,6%) |
| Афроамериканци    | 6 (1,4%)    | 3 (0,7%)    |
| Азијати           | 3 (0,7%)    | 1 (0,2%)    |
| Хиспаноамериканци | 11 (2,6%)   | 8 (1,9%)    |
| Укупно            | 427         | 421         |